# Salix prolixa
Salix prolixa — вид квіткових рослин із родини вербових (Salicaceae).

## Морфологічна характеристика

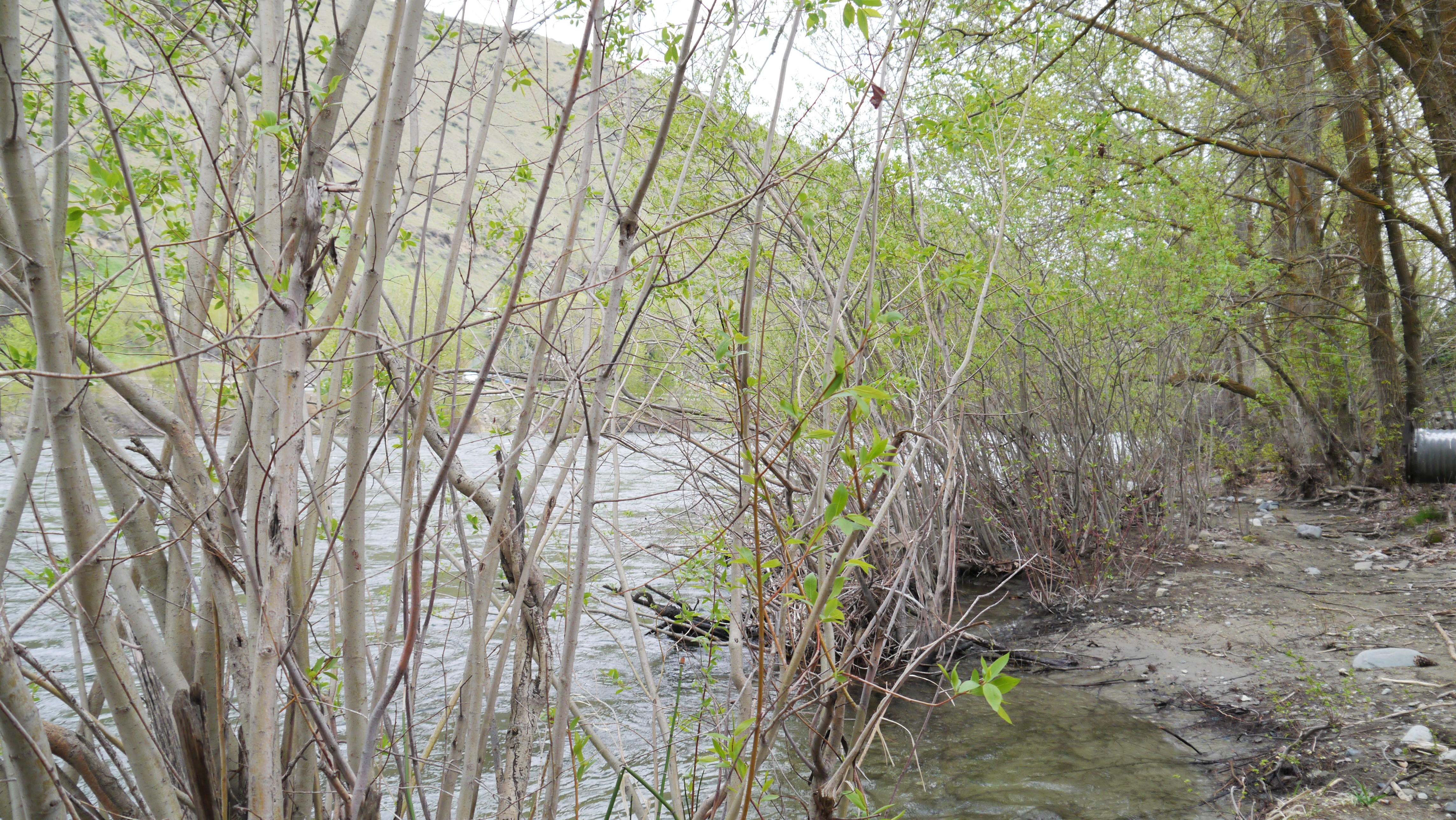

Це кущ 1–5 метрів заввишки. Гілки сіро-коричневі чи червоно-коричневі, не чи слабо сизі (з блискучими кристалами воску), голі чи помірно ворсинчасті; гілочки жовто-зелені чи від жовто-коричневих до червоно-коричневих, голі чи рідко абочи помірно щільно оксамитові. Листки на ніжках 6–12 мм; найбільша листкова пластина вузько видовжена, вузько-еліптична, ланцетна чи обернено-яйцеподібна, 50–150 × 10–53 мм; краї плоскі, зубчасті чи пилчасті; верхівка від загостреної до гострої; абаксіальна (низ) поверхня сіра, гола; адаксіальна поверхня тьмяна, гола, волосиста чи рідко запушена; молода пластинка червонувато- чи жовтувато-зелена, гола, волосиста чи зрідка довго-шовковиста абаксіальна, волоски білі. Сережки квітнуть коли з'являється листя: тичинкові 16–41 × 8–12 мм, маточкові 19–66 × 8–18 мм. Коробочка 4–6 мм. Цвітіння: кінець березня — кінець червня.

## Середовище проживання
США (Вайомінг, Вашингтон, Юта, Аляска, Каліфорнія, Айдахо, Монтана, Невада, Орегон) і Канада (Альберта, Британська Колумбія, Північно-Західні території, Саскачеван, Юкон). Росте уздовж струмків, озер, джерел, окрайців боліт, піщано-гравійних, піщаних чи мулистих субстратів; 100–2300 метрів.

## Використання
Рослина збирається з дикої природи для місцевого використання її деревини.